# Spinaethorax
Spinaethorax es un género de colémbolos de la familia Neelidae. Aunque similares al género Megalothorax, se diferencia de este en el número de setas o pelos sensoriales que posee.

## Especies
Está conformado por las siguientes especies:
- Spinaethorax spinotricosus (Palacios-Vargas & Sánchez, 1999)
- Spinaethorax tonoius (Palacios-Vargas & Sánchez, 1999)